# مارين رادو
مارين رادو (بالرومانية: Marin Radu II)‏ هو لاعب كرة قدم روماني في مركز الهجوم، ولد في 15 مارس 1956 في ألبوتا في رومانيا. شارك مع منتخب رومانيا لكرة القدم. أما مع النوادي، فقد لعب مع ستيوا بوخارست ونادي أولت سكورنيكشتي.

## وصلات خارجية
- مارين رادو على موقع قاعدة بيانات كرة القدم.إي يو (الإنجليزية)
- مارين رادو على موقع ناشيونال فوتبول تيمز (الإنجليزية)
- مارين رادو على موقع عالم كرة القدم.نت (الإنجليزية)